# Мамонтов, Всеволод Саввич
Всеволод Саввич Мамонтов (1870—1951) — охотник-любитель, заводчик гончих, первый начальник городской милиции Тулы (1917—1918), один из основателей советского охотничьего и служебного собаководства. Сын миллионера Саввы Ивановича Мамонтова.

## Биография
Родился 15 октября 1870 года — третий, младший сын миллионера Саввы Ивановича Мамонтова и Елизаветы Григорьевны Мамонтовой, потомственный почётный гражданин.
В 1893 году окончил юридический и физико-математический факультеты Московского университета.
С 1896 по 1899 член правления Московско-Ярославско-Архангельской железной дороги, владельцем и председателем правления которой был его отец.
После ареста и банкротства отца в 1899 вместе с ним привлекался к суду, признан невиновным.
Разорившись — мелкий тульский помещик — жил в усадьбе Головинка, в тридцати километрах от Мценска, в родовом имении, принадлежавшем его жене. Активно занимался псовой охотой, держал свору гончих. В 1915 году взял трофеем двухсотого волка. Под псевдонимом Аков публиковался в охотничьих журналах.

Сын миллионера, женатый на красавице аристократке, он всегда оставался простым и скромным и поэтому легко перенес разорение отца в 1900 году, превратившее его из богатого наследника в мелкого служащего. Занимая скромную должность страхового агента, он уединился в небольшой усадьбе «Головинке», принадлежавшей его жене пополам с её сестрой, и предался со страстью псовой охоте, для содержания которой создалось нечто вроде товарищества на паях.— охотник и кинолог, искусствовед Николай Павлович Пахомов
С марта 1917 года по август 1918 года — начальник только что созданной Тульской городской милиции.
После Гражданской войны работал под началом Я. И. Бутовича на Шаховском и Прилепском конных заводах, был управляющим Тульской государственной конюшни Наркомзема РСФСР.
В 1920-х годах только созданное Главное управление по делам охоты при Совнаркоме РСФСР привлекло опытного собаковода к работе — заведующий первой в стране Московской испытательной станции охотничьих собак в Подсолнечной, под Москвой. Был организатором и судьёй выставок собак, в том числе судил на Всесоюзной выставке в Москве в 1925 году. Публиковал в охотничьих журналах отчёты о полевых испытаниях гончих. Преподавал на курсах собаководов и в школах для подготовки проводников служебных собак.

Работали на благо отечественного собаководства известные ещё в дореволюционные годы заводчики охотничьих пород В. С. Мамонтов, П. Ф. Пупышев, Н. Н. Челищев и многие другие.— охотовед, кинолог, автор многих книг и статей об охотничьих собаках и охоте В. Г. Гусев, Энциклопедия домашних животных, 2002 год
В 1930-х годах его дважды арестовывали, но отпускали.
В годы Великой Отечественной войны работал на специальных армейских кинологических курсах.
В 1948—1951 годах по приглашению президента Академии наук СССР С. И. Вавилова — экскурсовод, а затем хранитель в музее-усадьбе Абрамцево — бывшей усадьбе своего отца.

Он неизменно начинал свою экскурсию с милой шутки, что в эту усадьбу он приехал в первый раз ещё в утробе своей матери, то есть в 1870 г., в год приобретения этой усадьбы отцом, рассказывая о том, как он играл в абрамцевских аллеях в чехарду с Серовым или в городки с Репиным.
В 1950 году вышли его воспоминания об Абрамцевском художественном кружке, неоднократно переизданные московским издательством Академии художеств СССР.
Умер 5 июня 1951 года, похоронен на Ваганьковском кладбище (17 уч.).

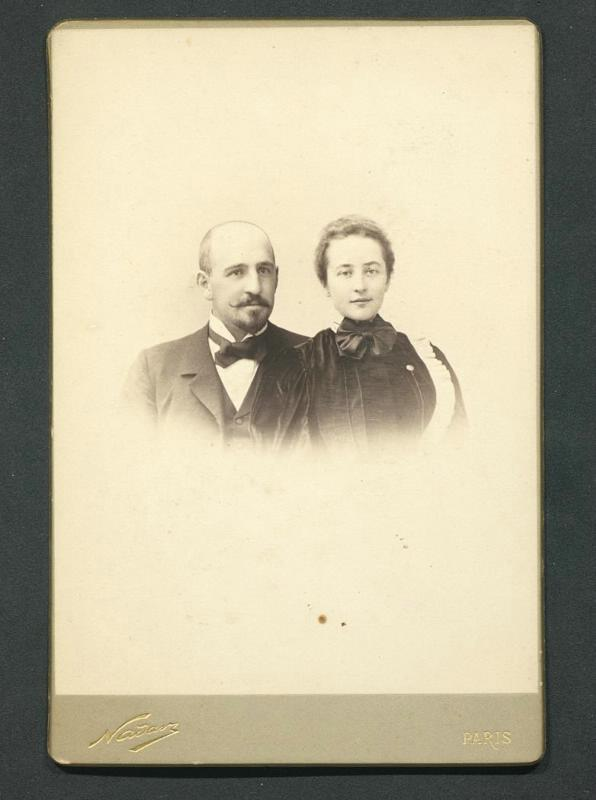
Мамонтов Всеволод Саввич с женой Еленой Дмитриевной, урожд. Свербеевой

## Семья
- Жена — Елена Дмитриевна Мамонтова, урожденная Свербеева (1876—1971), дочь Д.Д.Свербеева.
- Сын — Андрей Всеволодович Мамонтов (1898–1968) — служил в Белой армии. В эмиграции в Югославии, затем в Германии, Австрии и в 1949 году переехал в Аргентину. Его жена Александра Васильевна, урожд. Матвеева (1890–1961).
  - Внуки и правнуки: Савва Андреевич Мамонтов, его жена — Татьяна Петровна Веревкина; у них трое детей: Сергей (р. 1953), Андрей (р. 1956) и Александр (р. 1964). Елена Андреевна Мамонтова, в замуж. Хасапова. Ее дети: Наталья Валентиновна Хасапова, преподает испанский и русский язык, Василий Валентинович Хасапов, архитектор.
- Дочь — Екатерина Всеволодовна Мамонтова (1901–1987). 1-й брак — Павел Михайлович Мясоедов, дети: Елизавета Павловна (1924–1981) и Варвара Павловна (р. 1927). 2-й брак — Александр Федорович Щельцын, дети: Любовь Александровна и Николай Александрович.  Муж Любови Александровны Щельциной — Сергей Николаевич Чернышев (р. 1936), доктор геолого-минералогических наук, профессор, ее троюродный брат — внук В.С.Мамонтовой, в монашестве — о.Варфоломей[6][7].
- Дочь — Софья Всеволодовна Мамонтова-Волкова (1904—1991), замужем за писателем Олегом Васильевичем Волковым (1900—1996)
  - Внучка — Мария Олеговна Волкова-Игнатченко (1924—2005), замужем за полярником Валентином Игнатьевичем Игнатченко (1915—1973), начальником всех полярных станций и островов западного сектора Арктики.
  - Внук — Всеволод Олегович Волков[8].

## В культуре
Под своим именем выведен в опубликованной в 1953 году в журнале «Смена» повести Льва Кассиля «Ранний восход» об ученике московской художественной школы, пионере Коле Дмитриеве.
О В. С. Мамонтове рассказывает в автобиографической книге «Погружение во тьму» Олег Васильевич Волков